# Ács Zsigmond
Ács Zsigmond (Laskó, 1824. április 24. – Laskó, 1898. február 15.) református lelkész, műfordító. Ács Gedeon testvére.

## Élete, munkássága
1824. április 24-én született Laskón, a templomdombon. Apja Ács László, testvére Ács Gedeon volt, akik református lelkészek voltak. Az elemi iskolát Laskón végezte el, majd Kiskunhalason és kecskeméti jogakadémián tanult.
Előbb, 1847-től egy évig Darócon volt segédlelkész, majd a kecskeméti református főiskolán, ahonnan 1848-ban el kellett jönni, mert megszűnt a tanítás a szabadságharc miatt. 1850 októberéig Laskón volt helyettes lelkész, majd nagykőrösi gimnáziumban tanított. Nagykőrösön neves tanártársai voltak: Ballagi Mór, Mentovich Ferenc, Szász Károly és Arany János, utóbbival három éven át együtt is lakott. Latinul, németül, franciául, héberül, angolul, olaszul, görögül tudott, ezért oktatási tevékenysége is a nyelvoktatáshoz kötődött: többek között ógörög, latin, héber nyelvet tanított. 1855. augusztus 10-én ismét lelkészséget vállalt Foktőn, majd 1874. szeptember 28-ától szülőhelyén, Laskón. Itt hunyt el 1898-ban.
Spanyol és angol nyelvről fordított verseket különböző lapoknak (Délibáb, Hölgyfutár, Fővárosi Lapok, Koszorú), de francia regényeket is fordított. Részt vett a Kisfaludy Társaság első teljes magyar nyelvű Shakespeare-kiadásában, két darabot fordított le.

## Családja
Felesége Fülöp Judit 61 évet élt, 1892-ben halt meg. Az első lányának neve ismeretlen, 1877-ben halt meg 26 évesen. Második lánya Kornélia, aki 1882-ben halt meg. Harmadik lánya Ács Sarolta volt. Ő túlélte édesapját.

## Főbb művei
- Shakespeare: A velencei kalmár, 1853.
- Dumas: Paul Jones, 1854.
- Goldsmith: A wakefildi pap, 1855.
- de Saint Pierre: Pál és Virginia, 1855.
- Shakespeare: Sok zaj semmiért, 1886.